# Big Mama Thornton and the Chicago Blues Band
Big Mama Thornton and the Chicago Blues Band — студійний альбом американської блюзової співачки Біг Мами Торнтон, випущений у 1966 році лейблом Arhoolie. Записаний за участі гурту Мадді Вотерса.

## Опис
У 1960-х роках Біг Мама Торнтон була відносно непомітною блюзовою співачкою, яка залишалсь відомою завдяки пісні «Hound Dog», записаної у 1953 році, за три роки до того, як Елвіс Преслі перезаписав її і зробив великим хітом. Через невелику кількість концертів, Торнтон не могла утримувати постійний гурт для гастролів і час від часу збирала різних музикантів. Власник і керівник лейблу Arhoolie Records Кріс Штрахвіц записав альбом у 1965 році з Торнтон In Europe в Лондоні з групою чиказьких музикантів, включаючи Бадді Гая на гітарі.
Пам'ятаючи про попередній альбом, Штрахвіц вирішив ще раз зробити записи у студії. Він запропонував виступ Мадді Вотерсу, з яким він зустрівся у Сан-Франциско за декілька днів до цієї сесії. Мадді прийняв запрошення і взяв з собою Джеймса Коттона (губна гармоніка), Отіса Спенна (фортепіано), Семмі Лоугорна (гітара), Лютера «Гітар Джуніор» Джонсона (бас) і Френсіса Клея (ударні). Запис відбувся на студії Coast Recorders 25 квітня 1966 року.
Серед пісень виділяються «Black Rat» і «Big Mama's Shuffle» (на якій Торнтон та Джеймс Коттон грають разом на гармоніці), «Life Goes On» і «I Feel the Way I Feel». На обкладинці зазначено «Muddy Waters Blues Band», а на самому лейблі «Chicago Blues Band». Також перевидавався під назвою Big Mama the Queen at Monterey.

## Список композицій
1. «I'm Feeling Alright» (Віллі Мей Торнтон) — 3:01
2. «Sometimes I Have a Heartache» (Віллі Мей Торнтон) — 3:49
3. «Black Rat» (дубль 4) (Віллі Мей Торнтон, Мінні Лоулерс) — 2:52
4. «Life Goes On» (Едвін Г. Морріс, Пол Вільямс) — 3:28
5. «Everything Gonna Be Alright» (Віллі Мей Торнтон) — 5:05
6. «Big Mama's Bumble Bee Blues» (Віллі Мей Торнтон, Мінні Лоулерс) — 3:00
7. «Gimme a Penny» (дубль 6) (Джеймс Мур, Труді Роун) — 4:38
8. «Looking the World Over» (Ернест Лоулерс) — 2:12
9. «I Feel the Way I Feel» (Віллі Мей Торнтон) — 5:05
10. «Guide Me Home» (Віллі Мей Торнтон) — 4:12

## Учасники запису
- Біг Мама Торнтон — вокал, ударні (5)
- Джеймс Коттон — губна гармоніка
- Мадді Вотерс, Семюел Лоугорн — гітара
- Отіс Спенн — фортепіано
- Лютер Джонсон — бас
- Френсіс Клей — ударні

Технічний персонал
- Кріс Страхвіці — продюсер
- Джим Маршалл — обкладинка, фотографія
- Філіп Елвуд, Ральф Дж. Глісон — текст